# 劉易斯鎮區 (密蘇里州新馬德里縣)
劉易斯鎮區（英語：Lewis Township）是位於美國密蘇里州新馬德里縣的一個行政鎮區。

## 地方資料
劉易斯鎮區的面積為79.16平方千米，當中陸地面積為78.81平方千米，而水域面積為0.35平方千米。根據2020年美國人口普查的數據，當地共有人口1444人，而人口密度為每平方千米18.24人。